# Radio 24
Radio 24 è un'emittente radiofonica italiana di proprietà del Gruppo 24 ORE. È decima in classifica tra le radio nazionali più seguite.

## Storia
L'emittente inizia le trasmissioni il 4 ottobre 1999 sotto la direzione di Elia Zamboni, proponendosi come alternativa alla maggior parte delle emittenti nazionali, bandendo quasi esclusivamente la programmazione musicale e incentrando i contenuti sulle notizie e sui programmi parlati di approfondimento e intrattenimento. 
Nel secondo semestre dell'anno 2024, l'emittente ha registrato 2.473.000 ascoltatori giornalieri, segnando un incremento del 12,8% rispetto allo stesso periodo dell'anno precedente. Su base annuale, il numero di ascoltatori è stato di 2.391.000, con un aumento del 7,0%.

Originariamente l'emittente aveva sede a Milano in via Monte Rosa 91; dall'aprile 2021 ha la sede centrale è stata trasferita in viale Sarca 223, in condivisione con il Gruppo 24 ORE. È attiva anche una sede secondaria a Roma in Piazza dell'Indipendenza 23 B/C dove vengono realizzati anche alcuni programmi.
Tra i primi collaboratori figura Giancarlo Santalmassi, già giornalista del TG2 e direttore di Radio Rai, che conduce le trasmissioni Viva voce (talk show politico) e Hellzapoppin (1999-2003). Santalmassi rientra a Radio 24 nell'ottobre 2005, assumendo la direzione dei programmi e della testata giornalistica, che mantiene fino all'ottobre 2008. Dal 2018 il direttore dell'emittente è Fabio Tamburini.
Tra gli altri collaboratori storici Giuseppe Cruciani, Gianluca Nicoletti, Matteo Caccia. La prima firma sportiva è stata fino al 2012 Gigi Garanzini.
La voce ufficiale dell'emittente è quella del doppiatore Christian Iansante, dal 2006.
Il 4 ottobre 2019, tramite un evento organizzato in occasione dei vent'anni della radio, è stato presentato il nuovo logo di Radio 24, selezionato attraverso un concorso indetto alcuni mesi prima; sempre con questo concorso si è ristabilito lo storico slogan "La passione si sente".

## Loghi

1999–2016
2016–2017
2017–2019
Dal 2019

## Direttori di Radio 24
| Nome                  | Periodo   |
| --------------------- | --------- |
| Elia Zamboni          | 1999-2005 |
| Giancarlo Santalmassi | 2005-2008 |
| Gianfranco Fabi       | 2008-2010 |
| Fabio Tamburini       | 2010-2013 |
| Roberto Napoletano    | 2013-2017 |
| Guido Gentili         | 2017-2018 |
| Fabio Tamburini       | 2018-     |

## Organigramma
- Direttore responsabile: Fabio Tamburini
- Vicedirettore esecutivo: Sebastiano Barisoni
- Caporedattori:
  - Gigi Donelli
  - Alessandra Scaglioni
  - Maria Piera Ceci
- Responsabile Tecnici di regia: Michele Previato
- Responsabile Assistenti Programmi: Guido Scotti

## Ascolti di Radio 24

### Ascoltatori medi giornalieri
|      | Gennaio - Giugno | Luglio - Dicembre | Media anno |
| ---- | ---------------- | ----------------- | ---------- |
| 2013 | 2 134 000        | 1 957 000         | 2 046 000  |
| 2014 | 1 982 000        | 1 965 000         | 1 974 000  |
| 2015 | 1 962 000        | -                 | -          |
| 2023 | 2 260 000        | 2 294 000         | 2 277 000  |

## Palinsesto
La programmazione è varia: si passa da programmi di politica, economia e finanza, a programmi di medicina e salute, intrattenimento e di sport.
Il palinsesto attuale prevede edizioni del Giornale Radio ogni ora dalle 6 del mattino a mezzanotte.
Tra i programmi di approfondimento dal lunedì al venerdì ce ne sono dedicati in particolare ai temi economici (Focus Economia dalle 17:00 alle 18:30), politico-sociali, (La Zanzara dalle 18:35 alle 20:50, diretta web tv), al costume e all'attualità (Uno Nessuno Cento Milan alle 9:00), ai mercati finanziari (Due di denari alle 11:00), allo sport (Tutti convocati alle 14:00) ed all'approfondimento giornalistico (24 Mattino).
Al sabato e alla domenica si alternano programmi di riflessione e intrattenimento (dalla cultura alla gastronomia, dal cinema all'informazione religiosa), come per esempio "La rosa purpurea" con Franco Dassisti, Oltretevere con Catia Caramelli, Olympia. Miti e verità dello sport di Dario Ricci.

### Programmi radiofonici
- I magnifici 7 (estate 2006)
- I magnifici (edizioni autunno 2006, 2007, 2009)
- 24 Mattino
- 140 caratteri, una settimana di spettacoli
- 2024
- I Funamboli
- 2 di denari
- Container
- Economia in pagine
- Effetto giorno le notizie in 60'
- Effetto notte le notizie in 60'
- Essere e avere
- Euranet
- Focus economia
- GR24
- Giovani talenti
- Il cacciatore di libri
- Il falco e il gabbiano
- Il sabato del villaggio
- Il treno va (2016 - 2023)
- Indovina chi viene a cena 24
- L'altra Europa
- L'altro pianeta
- La nave va (2023 - )
- La Zanzara
- La prima volta
- La rosa purpurea
- La storia e la memoria
- Letture di Radio24
- Linee d’ombra – Storie dei nuovi vizi capitali
- Melog
- Moebius
- Musica maestro
- Nessun luogo è lontano
- Oltretevere
- Olympia. Miti e verità dello sport
- Personal Best
- Rassegna Stampa
- Reportage
- Si può fare. Cronache da un paese migliore
- Smart city. La città intelligente
- Storiacce
- Tutti convocati
- Un libro tira l'altro
- Voci di piccola impresa
- Voice Anatomy

## Conduttori
I principali conduttori di Radio 24 sono:
- Chiara Albicocco
- Sebastiano Barisoni
- Laura Bettini
- Daniele Biacchessi
- Matteo Caccia
- Marta Cagnola
- Raffaella Calandra
- Catia Caramelli
- Nicoletta Carbone
- Cristina Carpinelli
- Salvatore Carrubba
- Giuseppe Cruciani
- Annarita D'Ambrosio
- Franco Dassisti
- Massimo De Donato
- Ivana Di Martino
- Gigi Donelli
- Gianfranco Fabi
- Andrea Ferro
- Valentina Furlanetto
- Carlo Genta
- Roberta Giordano
- Pino Insegno
- Silvio Lorenzi
- Maria Latella
- Alessandro Milan
- Anna Marino
- Alessio Maurizi
- Maurizio Melis
- Anna Migliorati
- Giampaolo Musumeci
- Sergio Nava
- Gianluca Nicoletti
- Enrico Pagliarini
- Davide Paolini
- David Parenzo
- Federico Pedrocchi
- Maria Luisa Pezzali
- Dario Ricci
- Debora Rosciani
- Alessandra Scaglioni
- Simone Spetia
- Federico Taddia
- Alessandra Tedesco
- Armando Torno

## Webcast, podcasting e satellite
La radio trasmette in diretta via web e via satellite ed è quindi "ascoltabile" da tutto il mondo, inoltre dal 2005 le trasmissioni di Radio 24 vengono salvate su server in formato MP3 e sono scaricabili come podcast dagli utenti.

## Premi e riconoscimenti
- 2010 - Premio Marco Rossi[11]
- 2016 - Pegaso d'oro per la categoria radio dei 43° Premi Internazionali Flaiano conferito a Voice Anatomy[12]